# Tegenaria mercanturensis
Espèce
Tegenaria mercanturensis est une espèce d'araignées aranéomorphes de la famille des Agelenidae.

## Distribution
Cette espèce est endémique des Alpes-Maritimes en Provence-Alpes-Côte d’Azur en France,. Elle se rencontre à La Bollène-Vésubie et à Menton.

## Description
Le céphalothorax du mâle holotype mesure 4,31 mm de long sur 3,17 mm de large et son opisthosome 4,88 mm de long sur 3,09 mm de large.

## Étymologie
Son nom d'espèce, composé de mercantur et du suffixe latin -ensis, « qui vit dans, qui habite », lui a été donné en référence au lieu de sa découverte, le parc national du Mercantour.

## Publication originale
- Bolzern & Hervé, 2010 : A new funnel-web spider species (Araneae: Agelenidae, Tegenaria) from Mercantour National Park, France. Bulletin of the British Arachnological Society, vol. 15, p. 21-26 (texte intégral).